# Ritchiea aprevaliana
Ritchiea aprevaliana är en kaprisväxtart som först beskrevs av De Wild. och Th. Dur., och fick sitt nu gällande namn av Rudolf Wilczek. Ritchiea aprevaliana ingår i släktet Ritchiea och familjen kaprisväxter. Inga underarter finns listade i Catalogue of Life.